# Parafia Podwyższenia Krzyża Świętego w Wolbromiu
Parafia Podwyższenia Krzyża Świętego w Wolbromiu – rzymskokatolicka parafia położona w dekanacie wolbromskim – Podwyższenia Krzyża Świętego, diecezji sosnowieckiej, metropolii częstochowskiej w Polsce. Utworzona w 1988 z parafii św. Katarzyny w Wolbromiu. Budowa kościoła rozpoczęła się w 1989 roku. Kościół został konsekrowany i poświęcony w 2000 roku przez bp. Adama Śmigielskiego.
Wnętrze kościoła zaprojektował Jan Funek, artysta z Krakowa. Powstał ołtarz główny, ołtarz maryjny w osobnej kaplicy, przygotowano 58 ławek, konfesjonały.